# Ptilosphen viriolatus
Ptilosphen viriolatus är en tvåvingeart som beskrevs av Günther Enderlein 1922. Ptilosphen viriolatus ingår i släktet Ptilosphen och familjen skridflugor. Inga underarter finns listade i Catalogue of Life.